# Daria Kinzer
Daria Kinzer (Aschaffenburg, 28 mei 1988) is een Kroatisch zangeres.
Kinzer werd geboren als de dochter van een Duitse vader en een Kroatische moeder in Beieren. Ze groeide op in Oostenrijk. In 2011 won Kinzer Dora, de Kroatische voorronde van het Eurovisiesongfestival. Tijdens het Eurovisiesongfestival 2011 trad Kinzer op met het lied Celebrate tijdens de eerste halve finale op 10 mei. Ze wist de finale niet te bereiken. 
Ze is afgestudeerd voor theater-, film- en mediawetenschappen aan de Universiteit van Wenen.
In 2013 verscheen haar debuutalbum Zwischen Himmel und Erde. Inmiddels is ze musicalproducente.

## Discografie (album)
- 2013: Zwischen Himmel und Erde